# (5992) Nittler
(5992) Nittler es un asteroide perteneciente al cinturón de asteroides, región del sistema solar que se encuentra entre las órbitas de Marte y Júpiter, descubierto el 28 de febrero de 1981 por Schelte John Bus desde el Observatorio de Siding Spring, Nueva Gales del Sur, Australia.

## Designación y nombre
Designado provisionalmente como 1981 DZ. Fue nombrado Nittler en homenaje a Larry Nittler, científico del Instituto Carnegie de Washington, es conocido por su trabajo innovador para identificar granos presolares en meteoritos y usarlos como sondas de procesos estelares. Su trabajo en la misión NEAR a (433) Eros ayudó a proporcionar los primeros análisis químicos de un planeta menor.

## Características orbitales
Nittler está situado a una distancia media del Sol de 2,678 ua, pudiendo alejarse hasta 2,914 ua y acercarse hasta 2,442 ua. Su excentricidad es 0,088 y la inclinación orbital 8,943 grados. Emplea 1601,45 días en completar una órbita alrededor del Sol.

## Características físicas
La magnitud absoluta de Nittler es 13,8. 